# Starszy sekcyjny

Naramiennik starszego sekcyjnego

Starszy sekcyjny (st. sekc.) − stopień podoficerski w Państwowej Straży Pożarnej. Niższym stopniem jest sekcyjny, a wyższym młodszy ogniomistrz. Odpowiednik stopnia starszego kaprala w Wojsku Polskim, Służbie Więziennej, Agencji Bezpieczeństwa Wewnętrznego lub sierżanta Policji.